# Itaqueri da Serra
Itaqueri da Serra é um distrito do município brasileiro de Itirapina, no interior do estado de São Paulo.

## História

### Origem
Considerada o berço da cidade de Itirapina, tem suas origens por volta de 1770, provavelmente como área de parada de bandeirantes para repouso antes de seguir viagem em busca de ouro.
Oficialmente o local foi fundado em 1781 com o nome de "Sesmaria do Itaqueri". Era um ponto de parada para caravanas que iam da região de Mogi Mirim para Araraquara.
Em 1833 o Dr. José Ignácio Ribeiro Ferreira, secretário do governo de Martim Lopes Lobo de Saldanha, começou a construção das primeiras casas e prédios do que seria o povoado de Itaqueri da Serra.
O povoado recebeu inicialmente grupos de colonizadores portugueses vindos da Ilha da Madeira. No centro do local foi construída em 1839 a Capela de Nossa Senhora da Conceição.
A partir de 1840 começaram a chegar os primeiros grupos de escravos trazidos da África. Imigrantes italianos teriam chegado a partir de 1880.
Em 1852 o povoado foi elevado à "Freguesia de Nossa Senhora da Conceição do Itaqueri". Em abril de 1871 Itaqueri foi elevada à categoria de distrito e teve suas divisas demarcadas.
Mas quando começou a formação do povoado de "Itaqueri de Baixo", no pé da serra, teve início a decadência da vila, pois os moradores começaram a se transferir para o povoado de baixo, passando este a ser a sede do distrito em 1873.

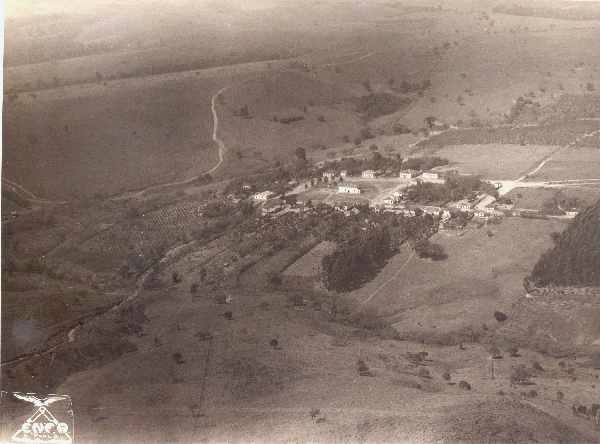
Vista aérea (1939).

Itaqueri foi uma das mais importantes aglomerações da região onde hoje está situado o município de Itirapina, sendo, portanto, considerada a vila onde o município de Itirapina nasceu.
Entre 1885 e 1887 começou a ser construída pela Companhia Rio-clarense uma ferrovia ligando a estação de Visconde do Rio Claro a Jaú. A estação original de Itirapina foi inaugurada pela Rio-clarense em 1885 com o nome de Morro Pellado, localizada na "Sesmaria do Baú".
Em torno da estação nasceu um novo povoado que passou a atrair os habitantes da "Itaqueri de Baixo", fato que propiciou o seu desaparecimento. Em 1900 a estação Morro Pellado passou-se a chamar-se estação Itirapina, em torno da qual foi formada a cidade.
Itaqueri da Serra tornou-se uma área economicamente secundária na região, pois o escoamento da produção por carroças tornou-se economicamente inviável. Lentamente Itaqueri da Serra entrou em decadência e acabou finalmente incorporada como distrito de Itirapina.

### Toponímia
"Itaqueri" é um nome de origem tupi que significa "rio da pedra dormente", através da junção de itá (pedra), kera (dormente) e  'y (rio).

### Formação administrativa

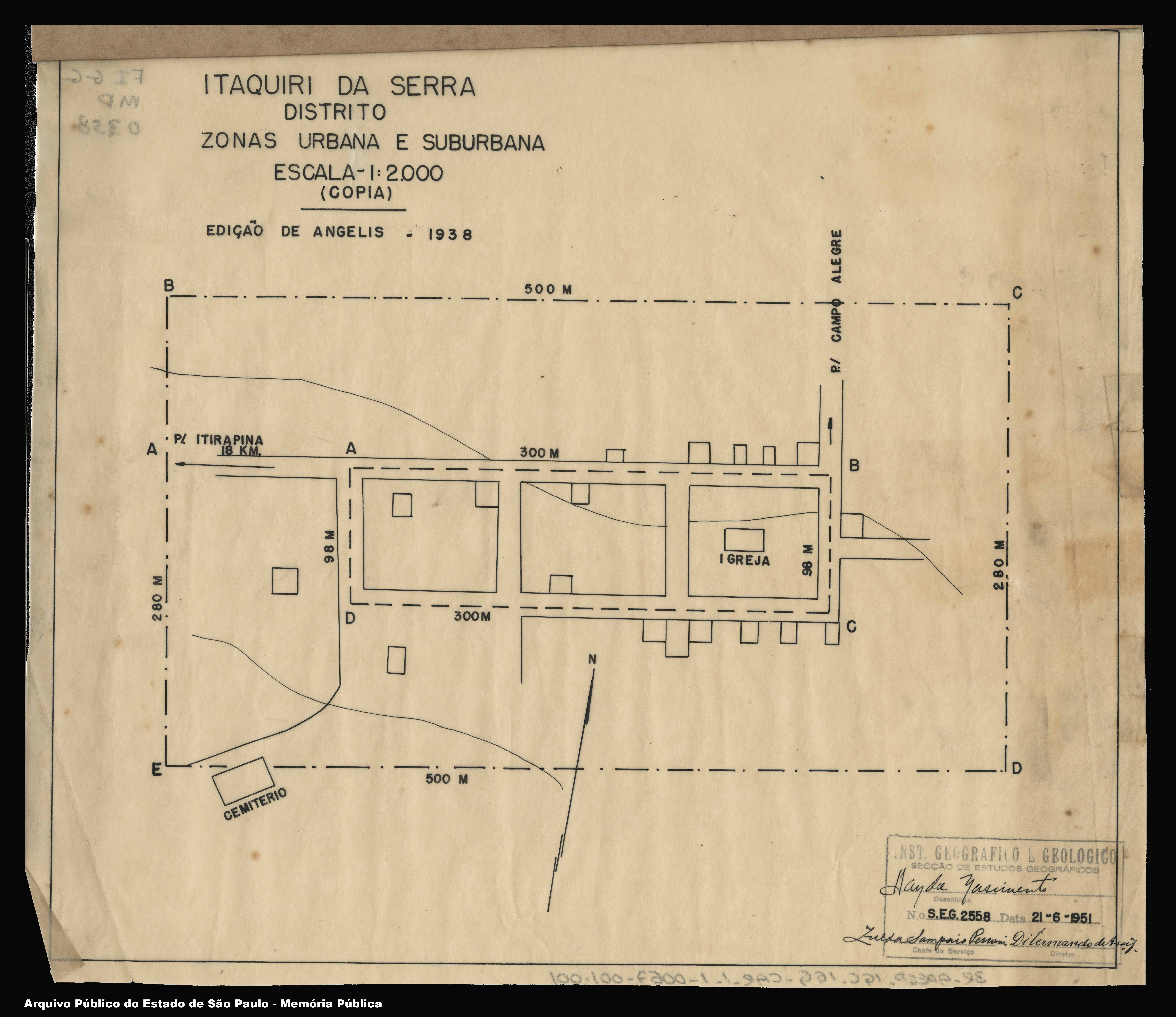
Planta da área urbana original.

- Lei nº 5 de 05/07/1852 - eleva à freguesia o curato de Nossa Senhora da Conceição da Serra de Itaqueri, no município de Rio Claro[5]
- Lei nº 32 de 19/03/1873 - transfere a sede da freguesia da Conceição do Itaqueri para a margem do ribeirão do Itaqueri[7]
- Lei nº 74 de 26/03/1888 - revoga a Lei nº 32 de 19/03/1873[9]
- Decreto nº 9 de 08/01/1890 - transfere mais uma vez a sede da freguesia da Conceição de Itaqueri, desta vez para a estação de Morro Pelado (atual Itirapina)[11]
- Em 15/12/1890 é criado o distrito policial de Conceição da Serra[12]
- Em 13/04/1901 é criado o distrito policial de Itaqueri da Serra no mesmo local[12]
- Lei nº 884 de 31/10/1903 - cria o distrito de Itaqueri da Serra[13]
- Decreto nº 7.031 de 25/03/1935 - transfere o distrito para o município de Itirapina[14]
- Decreto nº 7.405 de 30/09/1935 - muda a denominação do distrito policial de Conceição da Serra para a denominação de Itaqueri da Serra[15]

## Geografia

### Área urbana
A sede do distrito é a vila de Itaqueri da Serra, com um total de 41 domicílios (IBGE 2022).

### Demografia

#### População urbana
| Crescimento população urbana | Crescimento população urbana | Crescimento população urbana | Crescimento população urbana |
| Censo                        | Pop.                         |                              | %±                           |
| ---------------------------- | ---------------------------- | ---------------------------- | ---------------------------- |
| 1934                         | 189                          |                              |                              |
| 1940                         | 163                          |                              | −13,8%                       |
| 1950                         | 218                          |                              | 33,7%                        |
| 1960                         | 190                          |                              | −12,8%                       |
| 1970                         | 183                          |                              | −3,7%                        |
| 1980                         | 124                          |                              | −32,2%                       |
| 1991                         | 115                          |                              | −7,3%                        |
| 2000                         | 63                           |                              | −45,2%                       |
| 2010                         | 55                           |                              | −12,7%                       |
| 2022                         | 25                           |                              | −54,5%                       |
| Fonte: IBGE e Fundação SEADE |                              |                              |                              |

#### População total
Pelo Censo 2022 (IBGE) a população total do distrito era de 267 habitantes. Anteriormente, pelo Censo 2010 (IBGE), a população total do distrito era de 301 habitantes.

### Área territorial
A área territorial do distrito é de 125,271 km² (IBGE 2022).

### Rodovias

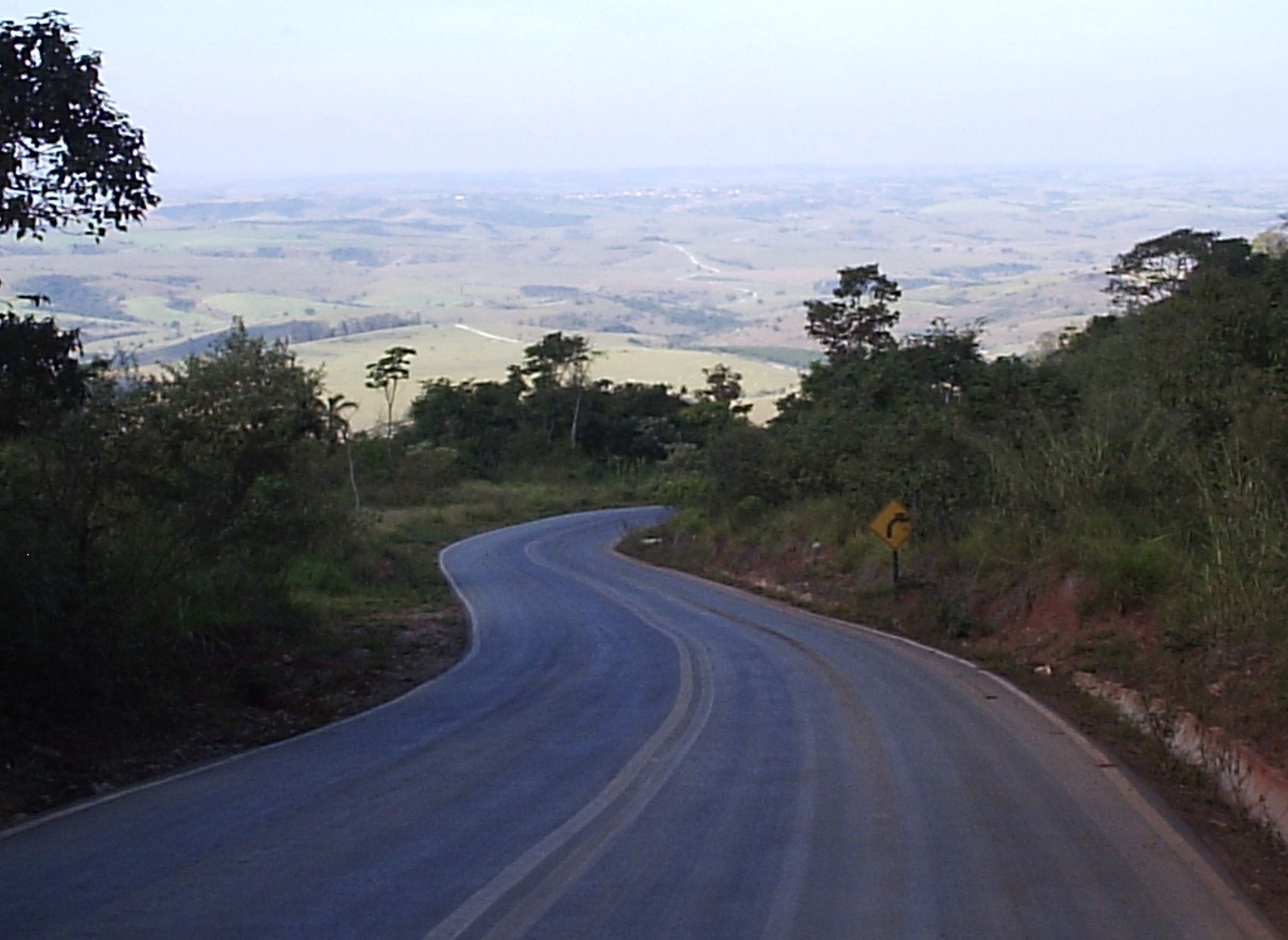
Trecho da Estrada Vicinal Ulysses Guimarães.

O distrito está localizado a 18 quilômetros da cidade de Itirapina através da Estrada Vicinal Ulysses Guimarães, que liga a cidade de São Pedro com a Rodovia Eng. Paulo Nilo Romano (SP-225).

### Hidrografia
- Rio Itaqueri

## Serviços públicos

### Registro civil
Atualmente é feito na sede do município, pois o Cartório de Registro Civil das Pessoas Naturais do distrito foi extinto pelo  Tribunal de Justiça do Estado de São Paulo, e seu acervo foi recolhido ao cartório do distrito sede.

### Saneamento
O serviço de abastecimento de água é feito pela Prefeitura Municipal de Itirapina.

### Energia
A responsável pelo abastecimento de energia elétrica é a Neoenergia Elektro, antiga CESP.

## Atrações turísticas
As atividades econômicas da região têm sido incrementadas pelo crescente turismo, principalmente o ecoturismo, devido à presença de muitas cachoeiras e belas paisagens, que integram a Região Turística Serra do Itaqueri.
A maioria das paisagens são de mata nativa, incluindo áreas de Cerrado e Mata Atlântica, sendo preservadas devido à criação da Área de Proteção Ambiental (APA) Corumbataí, Botucatu e Tejupá.

### Cachoeira do Saltão

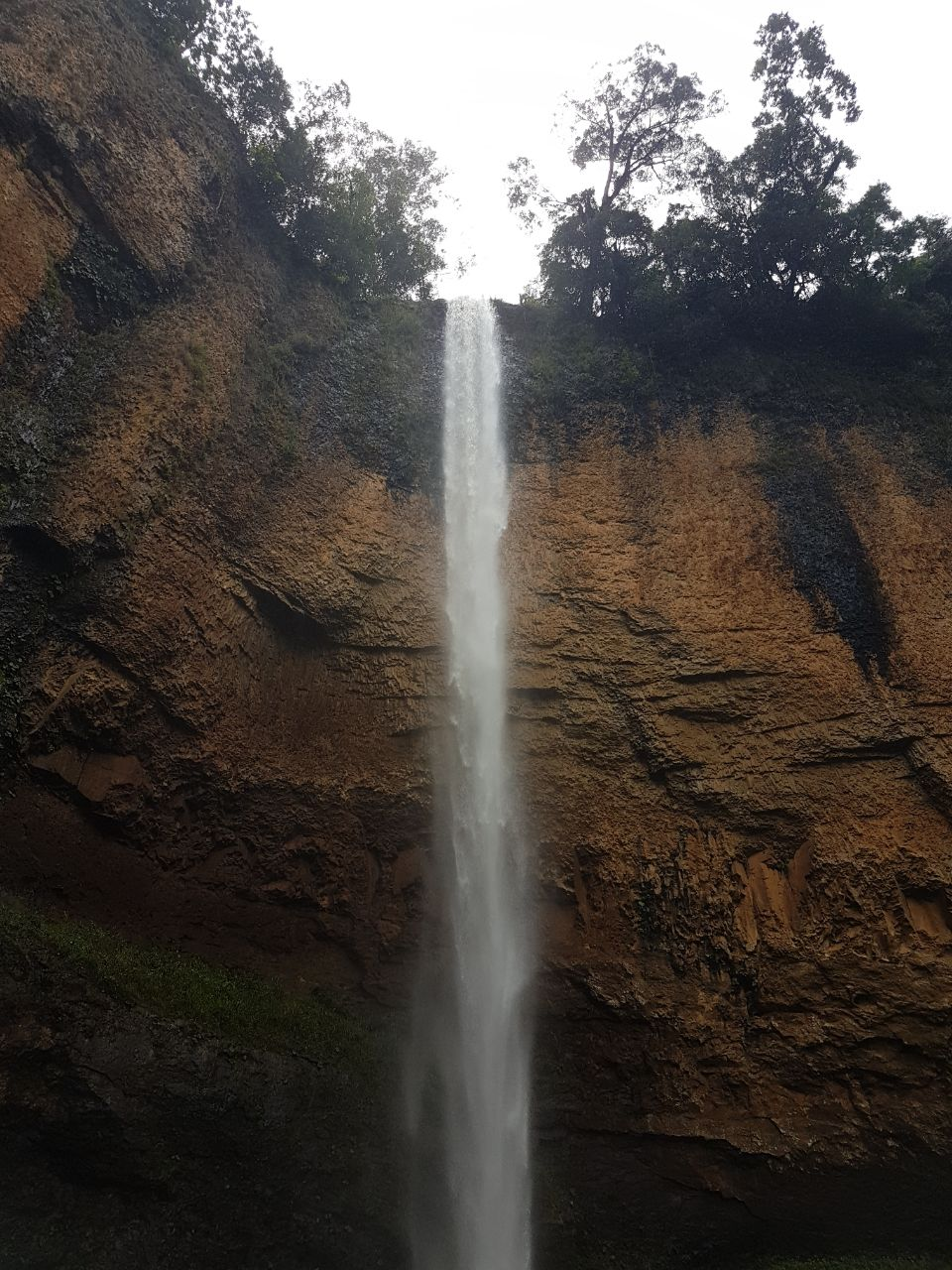
Cachoeira do Saltão.

O Mirante das Águas - Cachoeira do Saltão é o principal atrativo turístico, distante apenas cinco quilômetros de Itaqueri da Serra.
Aberto à visitação desde 1996, o local é um Parque de Ecoturismo que possui três cachoeiras, além de infraestrutura como chalés, área de camping e restaurante.
A Cachoeira do Saltão, com 75 metros de altura de uma deslumbrante queda d’água, é uma das mais altas e belas do estado de São Paulo. As águas do Ribeirão da Cachoeira, um dos afluentes do Rio Passa-Cinco, despencam por um imponente paredão de lavas basálticas da Formação Serra Geral, na região de cuestas da Serra de Itaqueri.
A queda d’água forma um poço de 4 metros de profundidade, própria para o banho, e depois as águas seguem tranquilas pela mata fechada.
O local possui ainda trilhas com acesso às Cachoeiras da Ferradura e do Monjolinho, com 47 e 12 metros de altura, respectivamente.

### Mirante Morro do Fogão

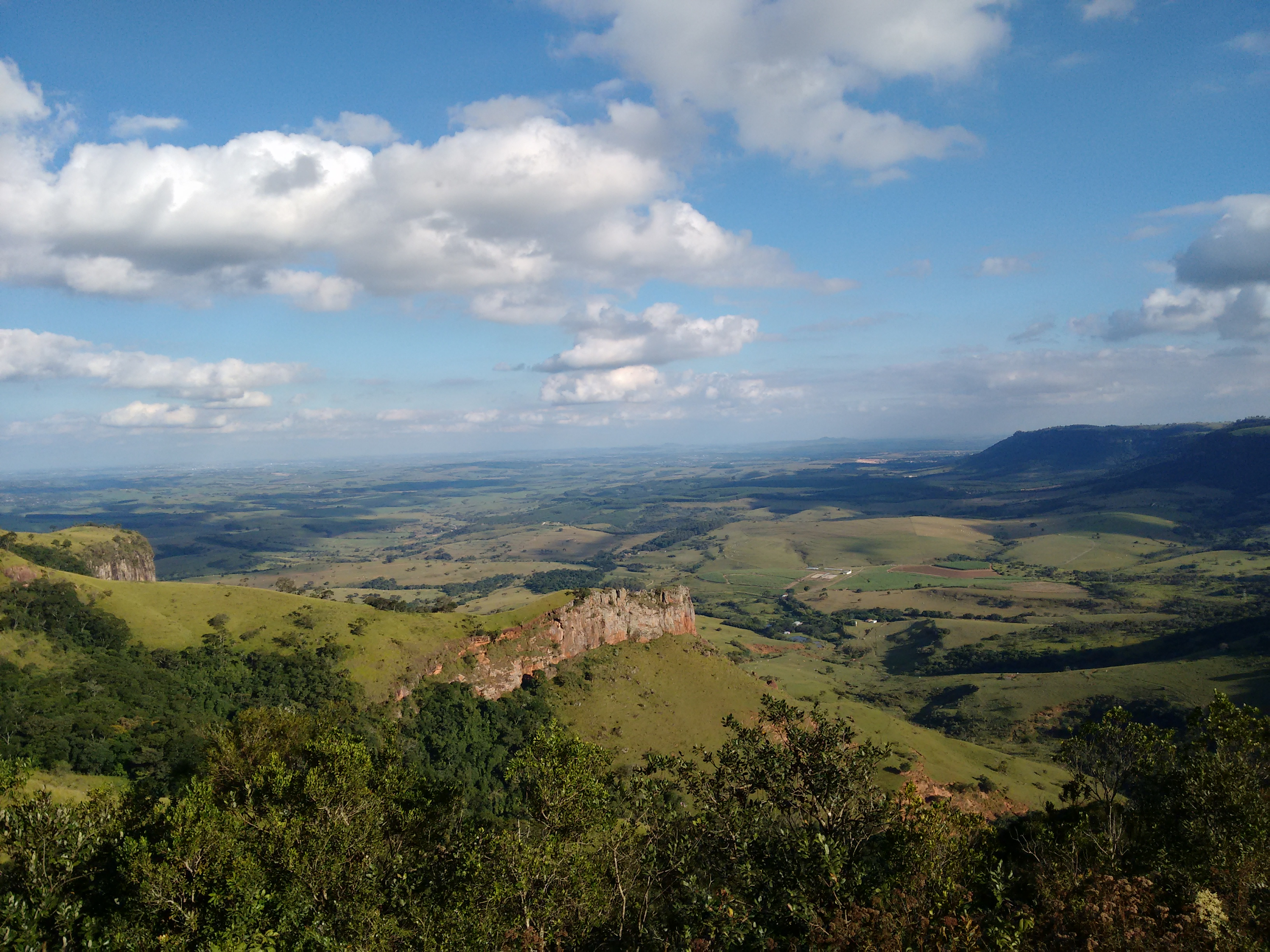
Morro do Fogão.

Um dos inúmeros atrativos turísticos da Serra do Itaqueri, onde o distrito está localizado, é o belíssimo Morro do Fogão.
O Mirante do Morro do Fogão se situa na divisa dos municípios de Itirapina e São Pedro, em um dos pontos mais altos da Serra do Itaqueri, com 1.100 metros de altitude e 450 metros de desnível. Localizado no limite da escarpa da região de cuestas arenito-basálticas, separa as províncias geomorfológicas Depressão Periférica e Planalto Ocidental Paulista, sendo importante para a visualização e a compreensão dos aspectos do relevo.
A partir do mirante, tem-se uma vista panorâmica das planícies onde se localizam os municípios de São Pedro, Águas de São Pedro e Piracicaba. Habitualmente, é ponto de parada de ciclistas e praticantes de trekking, de paraglider e de asa delta.
Segundo a população, o Morro do Fogão recebeu este nome pela cor avermelhada intensa que fica durante o pôr-do-sol, parecendo que o céu está em chamas.

### Vila histórica

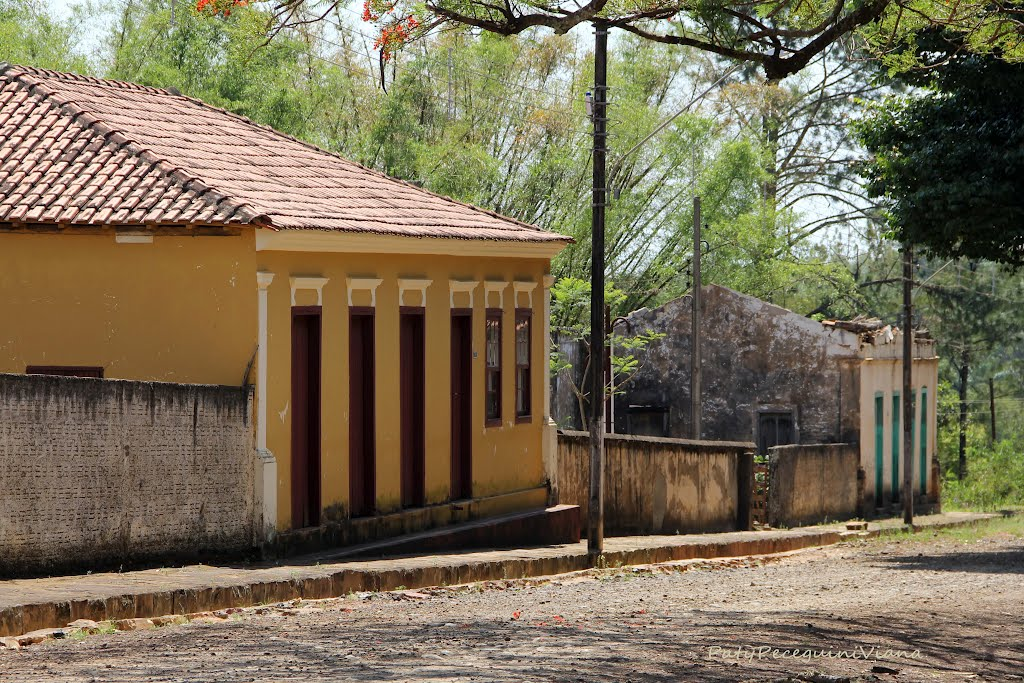
Aspecto da vila histórica.

A vila possui um rico conjunto arquitetônico, com casas que datam do século XIX e início do século XX. A casa onde viveu Ulysses Guimarães, assim como boa parte do casario da época e outros elementos históricos, se mantêm preservados e abertos à visitação.
A Capela Nossa Senhora da Conceição, erguida no ano de 1839, é um dos pontos turísticos mais visitados, e ainda preserva os azulejos portugueses, a pia batismal e a imagem da padroeira esculpida em carvalho da Ilha da Madeira, trazidos pelos portugueses que fundaram a vila.
No local é possível encontrar também produtos artesanais, comidas e bebidas típicas, tais como queijo, doce de leite e cachaça.
Outra ponto de visita é o cemitério, que abriga muito mais túmulos do que o número atual de habitantes da vila. Alguns túmulos mais antigos apresentam traços da arte bizantina, provavelmente feitos por escravos que vieram de Minas Gerais para trabalharem nas lavouras de café.

### Festas
A principal festividade da cidade também tornou-se um evento turístico: a Festa da Padroeira Nossa Senhora da Conceição, acontece anualmente em 8 de dezembro. Nesta festa é feita quermesse e leilão (objetos, bebidas e animais em geral), onde o dinheiro arrecadado é revertido para melhorias na Capela Nossa Senhora da Conceição.

## Cultura

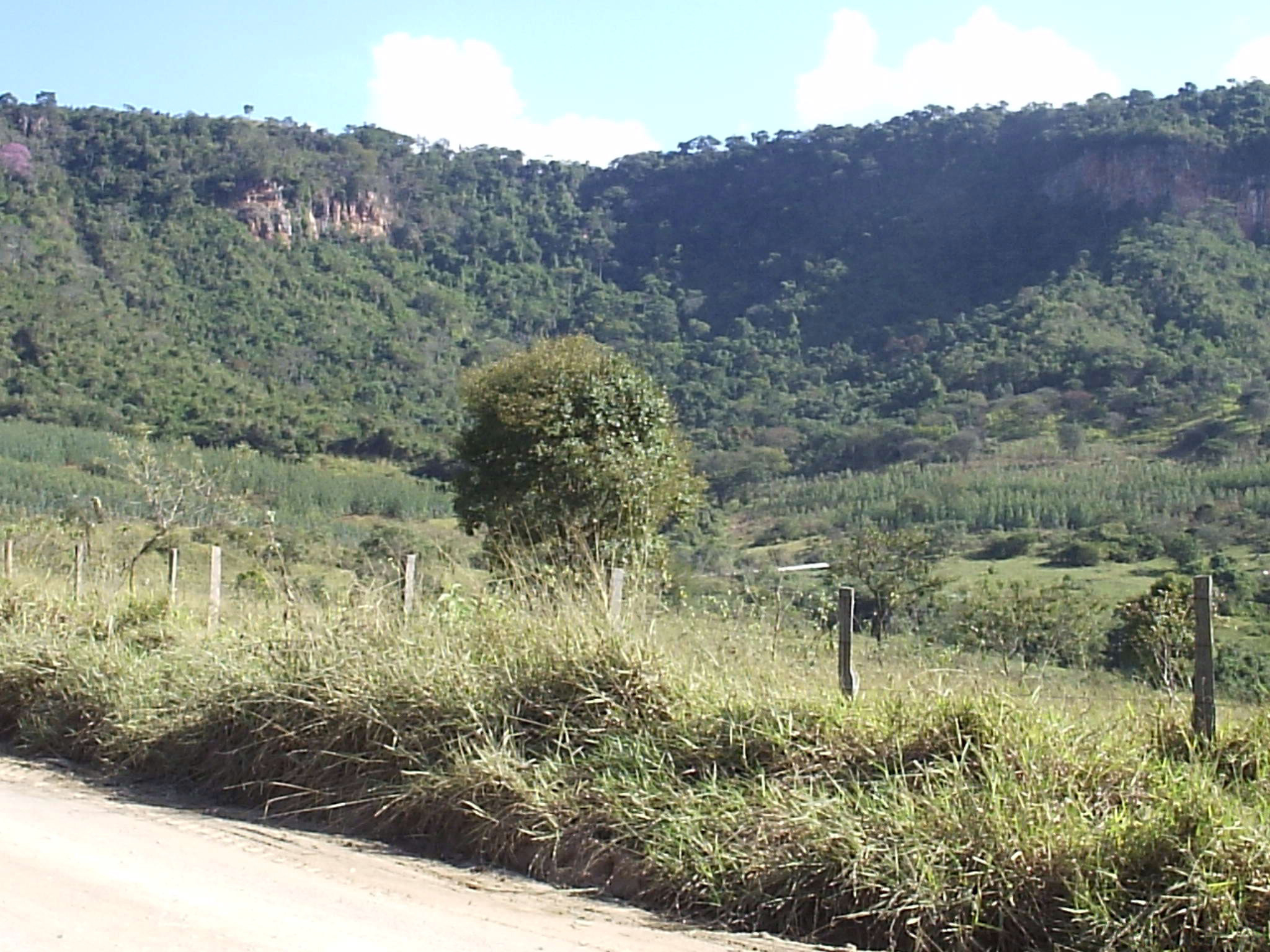
Trecho da Serra de Itaqueri.

### Folclore
O distrito possui muitas lendas, como a de que uma caverna localizada atrás de uma cachoeira de difícil acesso seria a maior do mundo, se estendendo por dezenas e dezenas de quilômetros debaixo do interior paulista, até o sul do Estado, na região do PETAR.
Uma história provavelmente baseada em fatos reais diz que muitas vezes os moradores de "Itaqueri de Baixo" roubavam a santa da capela de "Itaqueri do Alto" (da Serra), e vice-versa. Até que um dia os moradores de cima, armados de espingarda, fizeram uma emboscada para evitar mais um roubo e na hora do tumulto, um dedo da imagem da santa foi quebrado. O padre teve que intervir e definir que a santa ficaria em Itaqueri da Serra.

## Personalidades
- Ulysses Guimarães - político e advogado, nasceu e viveu em Itaqueri da Serra até os 11 anos de idade, sendo que sua mãe está enterrada no cemitério local.[35] A estrada vicinal que liga Itirapina a São Pedro foi nomeada de "Rodovia Ulysses Guimarães" em sua homenagem.

## Religião
O Cristianismo se faz presente no distrito da seguinte forma:

### Igreja Católica
- Capela de Nossa Senhora da Conceição - faz parte da Diocese de São Carlos.[37]